# Golden Cup masculina 2009
La Golden Cup masculina 2009 - Memorial Àlex Ros, promocionada sota la denominació Blanes Golden Cup 2009, fou una competició d'hoquei sobre patins disputada entre el 18 i el 21 de juny al Pavelló d'Esports de Blanes que comptà amb la participació de les seleccions nacionals masculines de Catalunya, Itàlia, Àustria, França, Angola i l'equip organitzador, el Blanes Hoquei Club.
Paral·lelament a la competició masculina, es disputà al mateix lloc durant les mateixes dates la Golden Cup femenina 2009, tercera edició en aquesta categoria.
Aquest torneig reconegut pel Comitè Internacional d'Hoquei sobre patins (CIRH) va servir a algunes de les seleccions com a preparació pel Campionat del Món "A" 2009, disputat a Vigo (Galícia) entre el 3 i l'11 de juliol.
Els àrbitres que van prendre part en aquesta competició foren: Raül Burgos, Gerard Gorina, Ivan González, Marc Soler, Pere Ramos, Aleix Gorina, Xavier Buixeda, Luis Delfa, Josep Gómez, Antonio Gómez i Xavier Galán.
L'acte de presentació del torneig es va fer el dijous 4 de juny a la Biblioteca Comarcal de Blanes amb la intervenció en roda de premsa de Josep Ridaura, president del Blanes HC; Joan Riera, vicepresident de la Federació Catalana de Patinatge; Josep Trias, batlle de Blanes; i Anselm Ramos, regidor d'esports de Blanes. Durant l'acte es fa el lliurament de la insígnia d'Òptica Muralla al jugador més regular de la temporada del Viva Habitat Blanes, sent-ne el porter Ernest Freixas el guanyador.
La final del campionat, disputada entre Catalunya i la selecció d'Itàlia, fou retransmesa en directe per la televisió pública catalana a través del canal 33, a les 18:30h del diumenge 21.

## Participants
| Grup A | Grup A             |
| ------ | ------------------ |
|        | Àustria            |
|        | Blanes Hoquei Club |
|        | Itàlia             |

### Àustria
| Dorsal | Nom                  | Posició       | Equip        |
| ------ | -------------------- | ------------- | ------------ |
|        | Marco Wagner         | porter        | RHC Dornbirn |
|        | Thomas Kessler       |               | RHC Dornbirn |
|        | Michael Schwendinger |               | RHC Dornbirn |
|        | Martin Laritz        |               | RHC Wolfurt  |
|        | Joachim Mohr         |               | RHC Wolfurt  |
|        | Thomas Haller        |               | RHC Wolfurt  |
|        | Manuel Parfant       |               | RHC Villach  |
|        | David Huber          |               | RHC Villach  |
|        | Roman Mohr           | porter        | RHC Wolfurt  |
|        | Roland Mayer         | seleccionador |              |

### Blanes Hoquei Club
| Dorsal | Nom                | Posició       | Equip     |
| ------ | ------------------ | ------------- | --------- |
| 1      | Ernest Freixas     | porter        | Blanes HC |
| 2      | Ramon Benito       | defensa       | Blanes HC |
|        | Fran González      | davanter      | Blanes HC |
| 4      | Dani Rodríguez     | mig           | Blanes HC |
|        | "Jepi" Selva       | davanter      | Blanes HC |
| 6      | "Kimi" Ridaura     | davanter      | Blanes HC |
| 7      | David Plaza        | mig           | Blanes HC |
| 8      | Xavier Armengol    | mig           | Blanes HC |
|        | Alfons Serrano     |               | Blanes HC |
|        | Pere Serrano       | porter        | Blanes HC |
|        | Francesc Sucarrats | seleccionador |           |

### Itàlia
| Dorsal | Nom                 | Posició       | Equip             |
| ------ | ------------------- | ------------- | ----------------- |
|        | Giovanni Fontana    | porter        | Seregno Hockey    |
| 2      | Davide Motaran      | defensa       | Hockey Valdagno   |
| 3      | Antonio D'Agostino  |               | AFP Giovinazzo    |
| 4      | Domenico Illuzzi    |               | AFP Giovinazzo    |
|        | Mattia Cocco        | davanter      | Hockey Valdagno   |
| 6      | Juan Luis Travasino |               | CGC Viareggio     |
|        | Massimo Tataranni   | davanter      | Hockey Trissino   |
|        | Giovanni Zen        |               | Bassano Hockey 54 |
|        | Enrico Giaretta     |               | Bassano Hockey 54 |
|        | Andrea Ortogni      | porter        | Hockey Novara     |
|        | Alessandro Cupisti  | seleccionador |                   |

| Grup B | Grup B    |
| ------ | --------- |
|        | Angola    |
|        | Catalunya |
|        | França    |

### Angola
| Dorsal | Nom                    | Posició       | Equip           |
| ------ | ---------------------- | ------------- | --------------- |
|        | Milton Neto "Mitó"     | porter        |                 |
|        | António "Toy" Adão     |               | GDJ Viana       |
|        | André Centeno          |               | HC Braga        |
|        | Mamikua                |               | Petro de Luanda |
|        | Zé das Botas           |               | Petro de Luanda |
|        | João Pinto             |               | AA Espinho      |
|        | Anacleto Silva "Kirro" |               | Petro de Luanda |
|        | Rui André Gomes        |               | GDJ Viana       |
|        | Rui Miguel Gomes       |               | GDJ Viana       |
|        | Marcio Fernandes       |               | Petro de Luanda |
|        | João Vieira "Johe"     |               | HC Braga        |
|        | Sílvio Marques "Kiza"  |               | GD Banca        |
|        | Henda Leite            | porter        | GD Banca        |
|        | Tiago Sousa            | porter        | UD Oliveirense  |
|        | Miquel Umbert          | seleccionador |                 |

### Catalunya
El 9 de juny, el seleccionador Jordi Camps publicà la llista de convocats amb la selecció catalana. El combinat s'entrenà el 12, 13, 15 i 16 de juny al Pavelló Municipal de Tordera per preparar la seva participació en la competició.
| Dorsal | Nom               | Posició       | Equip               |
| ------ | ----------------- | ------------- | ------------------- |
| 00     | Jaume Llaverola   | porter        | HC Liceo            |
| 01     | David Arellano    | porter        | CP Vilanova         |
| 2      | Roger Rocasalbas  | defensa       | CP Vilanova         |
| 3      | Jordi Carbó       | defensa       | CP Vic              |
| 4      | Joan Manel Grasas | defensa       | HC Liceo            |
| 5      | Francesc Gil      | davanter      | Lleida Llista Blava |
| 6      | Edu Fernández     | davanter      | Igualada HC         |
| 7      | Joan Feixas       | davanter      | CE Noia             |
| 8      | David Cáceres     | defensa       | CE Noia             |
| 9      | Xavi Lladó        | defensa       | CH Lloret           |
|        | Jordi Camps       | seleccionador |                     |

### França
| Dorsal | Nom                     | Posició       | Equip              |
| ------ | ----------------------- | ------------- | ------------------ |
|        | Nicolas Guillen         | porter        | SCRA Saint-Omer    |
|        | Loïc Le Menn            |               | RHC Lyon           |
|        | Guilhem Lesca           |               | SA Mérignac        |
|        | Guirec Henry            |               | SCRA Saint-Omer    |
|        | Anthony Weber           |               | CS Noisy le Grand  |
|        | Kevin Guilbert          |               | SCRA Saint-Omer    |
|        | Sébastien Landrin       |               | RSV Weil           |
|        | Sébastien Furstenberger |               | SCRA Saint-Omer    |
|        | Igor Tarassioux         | defensa       | ROC Vaulx-en-Velin |
|        | Olivier Gelebart        | porter        | HC Quévert         |
|        | Fabien Savreux          | seleccionador |                    |

## Fase Regular
Els horaris corresponen a l'hora d'estiu dels Països Catalans (zona horària: UTC+2).

### Llegenda
En les taules següents:
| Pts = Punts totals PJ = Partits jugats PG = Partits guanyats PE = Partits empatats PP = Partits perduts GF = Gols a favor |  | GC = Gols en contra DG = Diferència de gols (GF-GC) Ressaltat en verd = Equip classificat per a la segona fase. Ressaltat en vermell = Equip eliminat per a la segona fase. (p) = Gol de penal (fd) = Gol de falta directa |  |  |

### Grup A
| Equip     | Pts | PJ | PG | PE | PP | GF | GC | DG  |
| --------- | --- | -- | -- | -- | -- | -- | -- | --- |
| Blanes HC | 6   | 2  | 2  | 0  | 0  | 19 | 2  | +17 |
| Itàlia    | 3   | 2  | 1  | 0  | 1  | 14 | 4  | +10 |
| Àustria   | 0   | 2  | 0  | 0  | 2  | 1  | 28 | -27 |

| 18 de juny de 2009 18:15 |      |            |                                                             |
| Blanes HC | 15-1 | Àustria    | Pavelló d'Esports de Blanes Àrbitres: G. Gorina i R. Burgos |
| Armengol 5', 10' (fd), 27', 29', 30' (p) Benito 9', 39' Selva 10' Rodríguez 26', 33' (p), 43' González 30', 34', 38' Plaza 45' |      | Farfant 4' | Pavelló d'Esports de Blanes Àrbitres: G. Gorina i R. Burgos |

| 19 de juny de 2009 16:30 |  | Àustria                                                                                                 | 0-13 | Itàlia | Pavelló d'Esports de Blanes Àrbitres: X. Buixeda i P. Ramos |
| 19 de juny de 2009 16:30 |  | Cocco 1', 12' Iluzzi 18', 21', 34' Tattarani 24', 48', 49', 49' Motaran 28' Zen 32', 48' D'Agustino 42' |      |        | Pavelló d'Esports de Blanes Àrbitres: X. Buixeda i P. Ramos |

| 19 de juny de 2009 20:00                       |     |               |                                                           |
| Blanes HC                                      | 4-1 | Itàlia        | Pavelló d'Esports de Blanes Àrbitres: L. Delfa i P. Ramos |
| Benito 18' (p), 44' (p) Plaza 31' Armengol 34' |     | Tattarani 47' | Pavelló d'Esports de Blanes Àrbitres: L. Delfa i P. Ramos |

### Grup B
| Equip     | Pts | PJ | PG | PE | PP | GF | GC | DG |
| --------- | --- | -- | -- | -- | -- | -- | -- | -- |
| França    | 3   | 2  | 1  | 0  | 1  | 6  | 5  | +1 |
| Catalunya | 3   | 2  | 1  | 0  | 1  | 5  | 5  | 0  |
| Angola    | 3   | 2  | 1  | 0  | 1  | 5  | 6  | -1 |

| 18 de juny de 2009 16:30                          |     |                      |                                                            |
| Angola                                            | 4-2 | França               | Pavelló d'Esports de Blanes Àrbitres: A. Gómez i R. Burgos |
| Adão 7' (p), 14' (p) Centeno (1) Zé das Botas 46' |     | Weber 9' Le Menn 41' | Pavelló d'Esports de Blanes Àrbitres: A. Gómez i R. Burgos |

| 18 de juny de 2009 20:00                         |     |         |                                                            |
| Catalunya                                        | 4-1 | Angola  | Pavelló d'Esports de Blanes Àrbitres: A. Gómez i G. Gorina |
| Grasas 12' Rocasalbas 20' Feixas 24' (p) Gil 44' |     | Joy 43' | Pavelló d'Esports de Blanes Àrbitres: A. Gómez i G. Gorina |

| 19 de juny de 2009 18:15 |     |                                        |                                                             |
| Catalunya                | 1-4 | França                                 | Pavelló d'Esports de Blanes Àrbitres: L. Delfa i X. Buixeda |
| Rocasalbas 21'           |     | Landrin 4', 43' Henry 31' Guilbert 43' | Pavelló d'Esports de Blanes Àrbitres: L. Delfa i X. Buixeda |

## Fase Final
|  | Semifinals                                      | Semifinals                                      |   |                                                 | Final                                           | Final |
|  |                                                 |                                                 |   |                                                 |                                                 |       |
|  | 20 de juny - Blanes Pavelló d'Esports de Blanes |                                                 |   |                                                 |                                                 |       |
|  | França                                          | 0                                               |   |                                                 |                                                 |       |
|  | Itàlia                                          | 8                                               |   |                                                 |                                                 |       |
|  |                                                 |                                                 |   |                                                 |                                                 |       |
|  |                                                 |                                                 |   |                                                 | 21 de juny - Blanes Pavelló d'Esports de Blanes |       |
|  |                                                 |                                                 |   |                                                 | Itàlia                                          | 0     |
|  |                                                 | Catalunya                                       | 4 |                                                 |                                                 |       |
|  |                                                 |                                                 |   |                                                 |                                                 |       |
|  |                                                 |                                                 |   |                                                 |                                                 |       |
|  |                                                 |                                                 |   |                                                 | Tercer lloc                                     |       |
|  | 20 de juny - Blanes Pavelló d'Esports de Blanes | 20 de juny - Blanes Pavelló d'Esports de Blanes |   | 21 de juny - Blanes Pavelló d'Esports de Blanes | 21 de juny - Blanes Pavelló d'Esports de Blanes |       |
|  | Blanes HC                                       | 3                                               |   | Blanes HC                                       | 7                                               |       |
|  | Catalunya                                       | 6                                               |   |                                                 | França                                          | 4     |

### Cinquè i sisè lloc
| 20 de juny de 2009 16:00                                                                         |      |                         |                                                            |
| Angola                                                                                           | 11-3 | Àustria                 | Pavelló d'Esports de Blanes Àrbitres: X. Galán i A. Gorina |
| Centeno 8', 22' Kirro (fd) 13' Joy 17', 24', 30', 33', 36' Dabotas 34' Joao Pinto 34' Marcio 45' |      | Mohr 3' Farfant 6', 19' | Pavelló d'Esports de Blanes Àrbitres: X. Galán i A. Gorina |

### Semifinal 1
| 20 de juny de 2009 17:30 |     |                                                                        |                                                             |
| França                   | 0-8 | Itàlia                                                                 | Pavelló d'Esports de Blanes Àrbitres: A. Gómez i X. Buixeda |
|                          |     | Tataranni 24' (fd), 37', 39', 39', 43' Illuzzi 41', 48' D'Agostino 48' | Pavelló d'Esports de Blanes Àrbitres: A. Gómez i X. Buixeda |

### Semifinal 2
| 20 de juny de 2009 19:30      |     |                                                           |                                                              |
| Blanes HC                     | 3-6 | Catalunya                                                 | Pavelló d'Esports de Blanes Àrbitres: J. Gómez i I. González |
| Rodríguez 37' Benito 42', 43' |     | Cáceres 14', 38', 41' Grasas 36' Feixas 40' Fernández 48' | Pavelló d'Esports de Blanes Àrbitres: J. Gómez i I. González |

### Tercer i quart lloc
| 21 de juny de 2009 12:15                                                |     |                                         |                                                           |
| Blanes HC                                                               | 7-4 | França                                  | Pavelló d'Esports de Blanes Àrbitres: J. Gómez i M. Soler |
| Selva 6', 19', 21' K. Ridaura 9' (p) Rodríguez 24', 36' (fd) Benito 44' |     | Furstenberger 5' Henry 11' 29' (p), 33' | Pavelló d'Esports de Blanes Àrbitres: J. Gómez i M. Soler |

### Final
| 21 de juny de 2009 18:30                       |     |        |                                                           |
| Catalunya                                      | 4-0 | Itàlia | Pavelló d'Esports de Blanes Àrbitres: A. Gómez i L. Delfa |
| Feixas 6' Carbó 18' Cáceres 25' Rocasalbas 39' |     |        | Pavelló d'Esports de Blanes Àrbitres: A. Gómez i L. Delfa |

| Catalunya        |
| Campió CATALUNYA |

## Classificació final
| Equip | Equip     | Pts | PJ | PG | PE | PP | GF | GC | DG  | Rend |
| ----- | --------- | --- | -- | -- | -- | -- | -- | -- | --- | ---- |
| 1r    | Catalunya | 9   | 4  | 3  | 0  | 1  | 15 | 8  | +7  | 75%  |
| 2n    | Itàlia    | 6   | 4  | 2  | 0  | 2  | 22 | 8  | +14 | 50%  |
| 3r    | Blanes HC | 9   | 4  | 3  | 0  | 1  | 32 | 9  | +23 | 75%  |
| 4t    | França    | 3   | 4  | 1  | 0  | 3  | 10 | 20 | -10 | 25%  |
| 5è    | Angola    | 6   | 3  | 2  | 0  | 1  | 16 | 9  | +7  | 50%  |
| 6è    | Àustria   | 0   | 3  | 0  | 0  | 3  | 4  | 39 | -35 | 0%   |

## Màxims golejadors
Article principal: Llista completa de golejadors
| Jugador            | Selecció  | Gols |
| ------------------ | --------- | ---- |
| Massimo Tataranni  | Itàlia    | 10   |
| Ramon Benito       | Blanes HC | 7    |
| Xevi Armengol      | Blanes HC | 6    |
| Dani Rodríguez     | Blanes HC | 6    |
| João Vieira "Johe" | Angola    | 6    |
| Domenico Illuzzi   | Itàlia    | 5    |
| David Cáceres      | Catalunya | 4    |
| Guirec Henry       | França    | 4    |
| "Jepi" Selva       | Blanes HC | 4    |
| André Centeno      | Angola    | 3    |
| Joan Feixas        | Catalunya | 3    |
| Fran González      | Blanes HC | 3    |
| Manuel Parfant     | Àustria   | 3    |
| Roger Rocasalbas   | Catalunya | 3    |